# Anton Filippow
Anton Filippow, ros. Антон Валерьевич Филиппов, uzb. Anton Filippov (ur. 12 czerwca 1986 w Taszkencie) – uzbecki szachista i sędzia szachowy, arcymistrz od 2008 roku.

## Kariera szachowa
W latach 1996–2006 wielokrotnie reprezentował Uzbekistan na mistrzostwach świata i Azji juniorów w różnych kategoriach wiekowych, największy sukces odnosząc w 2004 r. w Teheranie, gdzie zdobył tytuł mistrza Azji w kategorii do 18 lat. W 2002 r. reprezentował narodowe barwy na olimpiadzie juniorów (do 16 lat), rozegranej w Kuala Lumpur, natomiast pomiędzy 2004 a 2010 r. trzykrotnie uczestniczył w szachowych olimpiadach. Na swoim koncie ma również udział w drużynowych mistrzostwach Azji (Visakhapatnam 2008).
Wielokrotnie startował w finałach indywidualnych mistrzostw Uzbekistanu, m.in. dzieląc I m. w latach 2005 i 2007, a w 2009 r. zdobywając tytuł wicemistrzowski. Trzykrotnie wystąpił w turniejach o Puchar Świata: w 2007 r. w I rundzie przegrał z Władimirem Akopjanem, w 2009 r. również został wyeliminowany w I rundzie, przegrywając z Suryą Gangulym, natomiast w 2011 r. po zwycięstwie w I rundzie nad Siarhiejem Żyhałką, w II rundzie przegrał z Étienne'em Bacrotem.
Normy na tytuł arcymistrza wypełnił w latach 2005 (w Taszkencie, finał mistrzostw Uzbekistanu), 2006 (w Moskwie, turniej Aerofłot Open–A2) i 2007 (w Cebu City, mistrzostwa Azji oraz w Taszkencie, turniej strefowy).
Odniósł szereg sukcesów w turniejach międzynarodowych, m.in.:
- dz. I m. w Ałmaty (2003),
- dz. I m. w Kurganie (2003),
- I m. w Enschede (2008),
- dz. I m. w Kuala Lumpur (2008, wspólnie z Wangiem Rui),
- dz. I m. w Taszkencie (2008, memoriał Gieorgija Agzamowa, wspólnie z Witalijem Cieszkowskim i Farruchem Amonatowem),
- dz. I m. w Bombaju (2008, wspólnie z Michałem Krasenkowem, Humpy Koneru, Abhijitem Kunte, Ziaurem Rahmanem i Saidali Juldaczewem),
- dz. I m. w Taszkencie (2009, turniej strefowym, wspólnie z Farruchem Amonatowem),
- dz. II m. w Kalkucie (2009, za Lê Quang Liêmem, wspólnie z Szachrijarem Mammedjarowem),
- dz. I m. w Manili (2009, wspólnie z Ehsanrm Ghaemrm Maghamim, Nguyễn Ngọc Trường Sơnem i Merabem Gagunaszwilim),
- I m. w Manili (2010),
- dz. I m. w Taszkencie (2011, memoriał Gieorgija Agzamowa, wspólnie z Maratem Dżumajewem i Tigranem L. Petrosjanem),
- I m. w Taszkencie (2011, turniej strefowy),
- dz. I m. w Taszkencie (2012, memoriał Gieorgija Agzamowa, wspólnie z Maksimem Turowem i Micheilem Mczedliszwilim).

Najwyższy ranking w dotychczasowej karierze osiągnął 1 maja 2012 r., z wynikiem 2638 punktów zajmował wówczas 3. miejsce (za Rustamem Kasimdżanowem i Timurem Gariejewem) wśród uzbeckich szachistów.